# 付属
| ウィキペディアには「付属」という見出しの百科事典記事はありません（タイトルに「付属」を含むページの一覧/「付属」で始まるページの一覧）。 代わりにウィクショナリーのページ「付属」が役に立つかもしれません。 |